# Esobi
Esobi est un logiciel qui offre à la fois un agrégateur de flux RSS, un moteur de recherche multi-critères (« méta-recherche »), une fonction Podcast (diffusion de fichiers audio et vidéo) et un outil de classement des pages les plus visités (marque page « coupures de presse »). Il est développé par l'entreprise Esobi Inc.

## Présentation générale
L’originalité du logiciel tient à l’intégration de quatre fonctions, ce qui permet d’accéder et de s'abonner à tous les flux RSS disponibles sur un sujet souhaité (actualité internationale, par exemple), puis de les classer, d'archiver des pages pour les lire a posteriori et de les annoter. La recherche avancée combine quant à elle l’utilisation simultanés des trois principaux moteurs de recherche (MSN, Yahoo, Google).
Ce type de logiciel intégré répond à la demande croissante d’ordonnancement des données issues des recherches via les moteurs de recherche classiques (multiples pages ouvertes et retours en arrière fréquents, historique des recherches confus) ainsi qu’au besoin d’accès rapide et personnalisé aux flux RSS.
Traduit en 15 langues, dont en français, il est par ailleurs pré-installé sur tous les ordinateurs de la marque Acer, y compris l'ultra portable Acer Aspire One. Il est également compatible  avec les cartes mémoire flash de la marque Transcend et les cartes mères Micro-Star International.

## Agrégateurdeflux RSS
Un flux au format RSS est un fichier mis à jour en temps réel, ce qui permet d'obtenir des informations dont la nature change fréquemment (actualité, alertes diverses, événements…)

La fonction d’agrégation de flux RSS du logiciel permet de lister les flux disponibles selon les centres d’intérêt de l’utilisateur (actualité, sport etc), puis de s’y abonner. Les différents flux pourront ensuite être classés. 

### Fonctions supplémentaires
- Flux suivis : une « veille sémantique » permet de recevoir tous les flux sur un sujet précis à partir de mots-clés.

- Filtre de nouvelles : des pages et articles du jour contenant un mot clé déterminé sont détectés.

- Import / export de flux : de nouveaux flux RSS peuvent être ajoutés à la liste proposée.

- Lecture hors ligne : une fois les pages téléchargées, celles-ci peuvent être lues en mode hors connexion

- Modes de lecture : les pages affichées sont lues en pleine page, en mode résumé (si disponible) ou en format texte.

- Recherche dynamique : une recherche avancée (voir fonction suivante) peut être effectuée directement à partir d’une page téléchargée (clic droit).

## Caractéristique Podcast
L'utilisateur peut directement lire les fichiers dans Windows Media Player qui est intégré dans l'interface. 

## Outil de recherche avancée
La recherche avancée («méta-recherche ») permet d’effectuer une recherche simultanée sur les 3 principaux moteurs de recherche (Yahoo, MSN, Google) avec un affinage possible par mots-clé, phrase, langue, localisation, format.
Les résultats des recherches apparaissent sous la forme de sommaire dans la partie supérieure de l’écran, avec un rapide descriptif du site et la pertinence par moteur de recherche, tandis qu’un aperçu de la page concernée est consultable dans la partie inférieure. Les pages des sites trouvés sont immédiatement accessibles et peuvent ensuite être classées pour un retour ultérieur.
Les résultats sont automatiquement classés en sous-parties pour une recherche plus facile et précise. Par exemple, le mot clé « mariage » sera décliné en « salons de mariage », « organisation de mariage », « faire part », « services »…
La recherche peut encore être affinée, pour plus de clarté, dans le sommaire des résultats, en saisissant un mot clé « filtre ».
Le logiciel intègre par ailleurs un historique des recherches dans l’interface, permettant d’accéder ou de revenir aux pages déjà visitées.

## Classeur de données et pages web
Le classement (« Coupure de presse ») donne la possibilité d’archiver et de classer les résultats obtenus avec les deux précédents outils. Une lecture différée des pages web est alors possible.
Il est également possible d’éditer les documents pour les enregistrer ou les annoter (surlignage, annotations d’informations).